# Встречайте Дидлов
«Встречайте Дидлов» (англ. Meet the Deedles) — кинокомедия режиссёра Стива Бойума 1998 года.

## Сюжет
День 18-летия стал переломным для близнецов Дидлов — их исключили из школы. В наказание богатый папочка отправляет Стю и Фила на перевоспитание в «Лагерь сломленного духа», где воспитателем работает служивший вместе с папой во Вьетнаме майор. Когда ребята приехали, встретил их совершенно чокнутый человек, заявивший, что лагерь у него отсудили родители негодных и паршивых детишек, но «веселье на выживание» он им все равно устроить сумеет. По дороге в лагерь, к счастью, машина попала в аварию, майор скрылся, а ребята попали в больницу, где их приняли за новичков, приехавших в соседний лагерь для рейнджеров. Здесь им предстоит пережить много сумасбродных приключений.

## В ролях
- Пол Уокер — Фил Дидл
- Стив Ван Уормер — Стью Дидл
- Деннис Хоппер — Фрэнк Слейтер
- Джон Эштон — Дуглас Пайн
- А.Дж. Ленджер — Джесси
- Роберт Инглунд — Немо